# La Sommette
La Sommette település Franciaországban, Doubs megyében. Lakosainak száma 238 fő (2022. január 1.). La Sommette Germéfontaine, Domprel, Loray, Pierrefontaine-les-Varans és Plaimbois-Vennes községekkel határos.

## Népesség
A település népességének változása:
| Lakosok száma | 103  | 121  | 135  | 167  | 221  | 231  | 236  | 242  | 245  | 238  |
|               | 1968 | 1982 | 1990 | 2006 | 2013 | 2015 | 2017 | 2019 | 2020 | 2022 |